# Kismaju
Kismaju (som. Kismaayo; arab. كيسمايو, Kīsmāyū) – portowe miasto w południowej części Somalii liczące około 183 000 mieszkańców. Jest stolicą regionu Dżuba Dolna.
Miasto zostało założone w 1872 r. przez sułtana Zanzibaru. Położone 528 km na południowy zachód od stolicy kraju, Mogadiszu, przy ujściu rzeki Dżuby do Oceanu Indyjskiego. W 1969 liczyło około 30 tys. mieszkańców; według szacunkowych danych AMISOM w 2013 było ich około 183 tys. Ośrodek rybacki i lotniczy (Port lotniczy Kismaju).
W latach 2008–2012 miasto kontrolowane było przez islamistów z organizacji Asz-Szabab. We wrześniu 2012 roku zostało wyzwolone przez wojsko somalijskie i siły AMISOM.